# Austrotartessus flavobrunneus
Austrotartessus flavobrunneus är en insektsart som beskrevs av Evans 1981. Austrotartessus flavobrunneus ingår i släktet Austrotartessus och familjen dvärgstritar. Inga underarter finns listade i Catalogue of Life.